# Мьюлок, Дина Мария
Дина Мария Мьюлок (в замужестве Крейк) (20 апреля 1826 — 12 октября 1887) — британская писательница и поэтесса. Родилась в Сток-он-Тренте, выросла в Стаффордшире.
Склонности к писательству имела с детства и в 1845 году, после смерти матери, решила зарабатывать этим на жизнь, переехав в Лондон около 1846 года. Начала литературную деятельность с рассказов для детей и проповедей.
Её романы признавались талантливо рисующими характеры и нравы современного ей общества; отличительная их черта — большая простота и отсутствие погони за сенсационным. Наиболее популярными были следующие её произведения: «Olive», «John Halifax», «Christian’s mistake», «A life for a Life».
В 1864 году вышла замуж за Джорджа Крейка, партнёра издателя. В 1869 году удочерила девочку, своих детей не имела. Умерла в деревне Шортлендс (англ. Shortlands) в графстве Кент в возрасте 61 года от сердечной недостаточности за месяц до намечавшейся свадьбы приёмной дочери.